# Typhlotanais parangularis
Typhlotanais parangularis är en kräftdjursart som beskrevs av Kudinova-pasternak 1975. Typhlotanais parangularis ingår i släktet Typhlotanais och familjen Nototanaidae. Inga underarter finns listade i Catalogue of Life.